# Zoroastrismus

Faravahar, ein Symbol des menschlichen Geistes

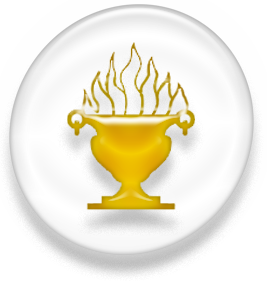
Atar (heiliges Feuer), ein weiteres der Symbole des Zoroastrismus

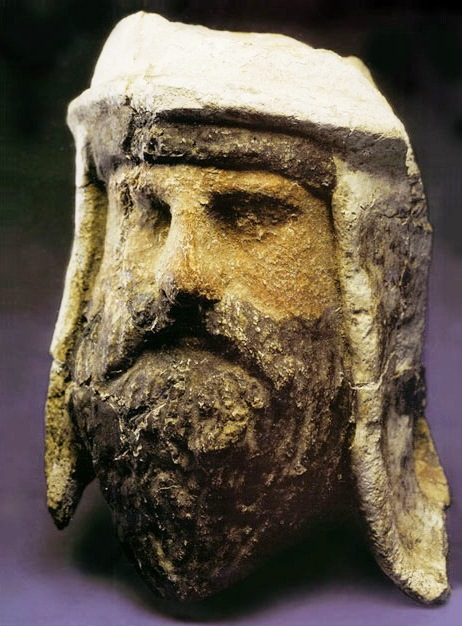
Tonskulptur eines wahrscheinlich zoroastrischen Priesters, gefunden in Tacht-i Sangin, aus dem 3. bis 2. Jahrhundert v. Chr.

Der Zoroastrismus bzw. Zarathustrismus (auch: Mazdaismus oder Parsismus sowie zoroastrische Religion und Zoroastrianismus) ist eine Religion, die von Zarathustra gestiftet wurde. Der Begriff wurde vermutlich erst im 19. Jahrhundert n. Chr. gebräuchlich. Die heutigen Anhänger des Zoroastrismus werden Zoroastrier (nach Zoroaster, der griechischen Form von Zarathustra) oder Zarathustrier genannt. Die Religion Zarathustras, die auf sehr alten indoiranischen Traditionen und Überlieferungen fußt, entstand zwischen 1800 und 600 v. Chr. Ihre Herkunft ist umstritten. Sie breitete sich etwa vom 7. bis zum 4. Jahrhundert v. Chr. im iranischen Kulturraum (vom östlichen Kleinasien und Mesopotamien über Persien bis Zentralasien) aus. In der Spätantike war unter der Dynastie der Sassaniden die zurvanistische Variante des Zoroastrismus weit verbreitet, in der der gute und der böse Geist als Kinder der „unendlichen Zeit“ (Zurvan/Zervan, Neupersisch Zaman) galten.
Im Zentrum der Religion Zarathustras steht der Schöpfergott Ahura Mazda (mittelpersisch Ohrmazd). Er wird begleitet von den Amescha Spenta (die Wohltätigen Unsterblichen) sowie von seinem Widersacher, dem Herrscher über die Daeva, Angra Mainyu (mittelpersisch Ahriman). Gottesbilder sind dem Zoroastrismus fremd. Er kennt Feuertempel, in denen ein ständig brennendes Feuer als heilige Flamme gehütet wird, das als Symbol der Gottheit und der vollkommenen Reinheit gilt.
Der Zoroastrismus basiert auf den sehr alten mündlichen Überlieferungen der heiligen Schrift Avesta. Die schriftliche Fixierung erfolgte zur Zeit des Sassanidenreichs. Die ältesten überlieferten Manuskripte des Avestas sind in avestischer und mittelpersischer Sprache geschrieben und stammen aus dem 9. und 10. Jahrhundert n. Chr. Manche enthalten Interpretationen, Übersetzungen und Kommentare. Bekannte Zusammenstellungen des Avestas und seiner Exegese sind der Denkard als bedeutende Sammlung von älteren Quellen, das ältere Bundahischn, das die ursprüngliche Schöpfung behandelt, und das Rechtsbuch Madayan-i Hazar Dadestan.
Bis ins späte 1. Jahrtausend n. Chr. war die Religion des Zarathustra eine Weltreligion mit Millionen Anhängern. Heute geht man weltweit von etwa 130.000 Anhängern aus. Größere Gemeinden leben in Indien, Iran und den USA. Die heutigen Anhänger in Indien nennen sich Parsen.

## Bezeichnungen
Die Religion Zarathustras hat im Lauf ihrer jahrtausendealten Geschichte mehrere Selbstbezeichnungen geführt, die auf verschiedene religionsgeschichtliche Situationen hinweisen. Für die älteste Phase der Geschichte ist kein Fachbegriff (Terminus) überliefert, mit dem sich die Anhänger von anderen Religionen unterschieden haben. Erst mehrere Jahrhunderte später, in einer zweiten Phase, scheint sich eine Begrifflichkeit herausgebildet zu haben. Die Autoren der avestischen Ritualtexte benutzen für einen Anhänger ihrer religiösen Praxis die Bezeichnung „derjenige, dessen rituelle Verehrung sich an Mazda richtet“, „Mazdaverehrer“ (avestisch mazdaiiasna-). In den religiösen Schriften späterer Zeit wird diese Formulierung aufgegriffen, wenn die Autoren auf die „mazdaverehrende Religion“ oder die „Religion der Mazdaverehrer“ verweisen. Sie sprechen von der „guten“, der „wahren“ oder der „reinen“ Religion.
Die meisten Anhänger der ursprünglich iranischen „mazdaverehrenden Religion“ leben heute in Indien. Sie bezeichnen ihre Religion als „Zoroastrismus“ und nennen sich Parsen. Der Begriff des Zoroastrismus wurde vermutlich erst im 19. Jahrhundert gebräuchlich. Er geht auf die wichtigste griechische Namensform (griechisch Ζωροάστρης Zōroástrēs) des sehr alten Eigennamens (avestisch Zaraθuštra) zurück. Der persische Name des Gründers der Religion lautet Zardoscht.
In den Vereinigten Staaten gibt es seit einigen Jahren organisierte Versuche zur Einführung einer neuen Terminologie. Die Anhänger der Religion Zarathustras werden demnach, indem sie sich auf den persischen Namen von Zarathustra berufen, als „Zartoshtis“ und die Religion selbst als „Zartoshti Din“ bezeichnet.

## Schriften
Das Rückgrat des Zoroastrismus ist seine heilige Schrift, das Avesta. Die ältesten Teile wurden über mindestens 1000 Jahre mündlich überliefert, bevor ältere und jüngere Texte in der Zeit des Sassanidenreichs schriftlich fixiert wurden. Das Avesta ist eine Sammlung von Zeremonien, die von Wissenschaftlern im 19. Jahrhundert n. Chr. in Bücher unterteilt wurde.
Die ältesten überlieferten Manuskripte des Avestas stammen aus dem 9. und 10. Jahrhundert n. Chr. Da die Manuskripte oftmals auch eine Interpretation, Übersetzungen und Kommentare in mittelpersischer Sprache enthalten, werden sie Pahlavi-Texte genannt. Es wird unterschieden zwischen dem ursprünglichen mündlichen Avesta, den reinen Texten (sǎda, französisch sadés, englisch pure) in avestischer Sprache, und seinen mittelpersischen Erweiterungen. Bedeutende Pahlavi-Texte sind die Sammlung von älteren Quellen, der Denkard, die Schöpfungsgeschichte, das Bundahischn, und das Rechtsbuch Madayan-i Hazar Dadestan.

## Lehre

### Glaubensbekenntnis

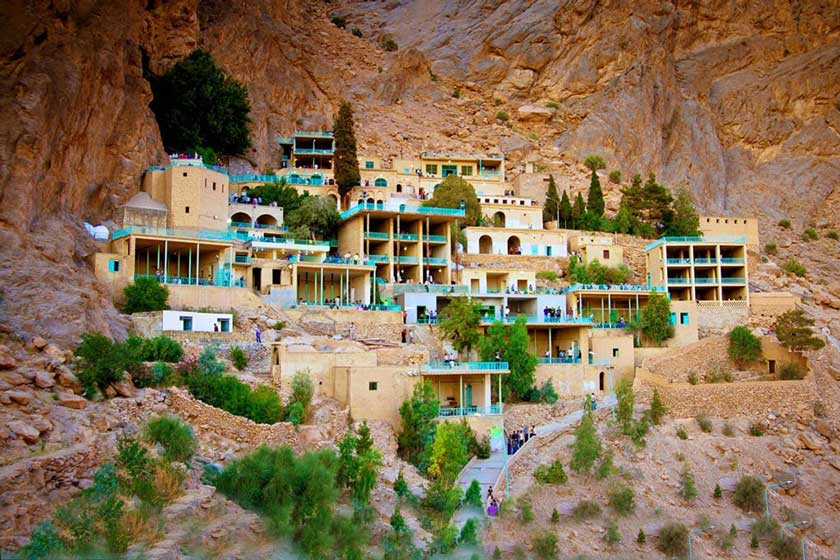
Das heilige zoroastrische Pilgerheiligtum Chak Chak in Yazd (Iran)

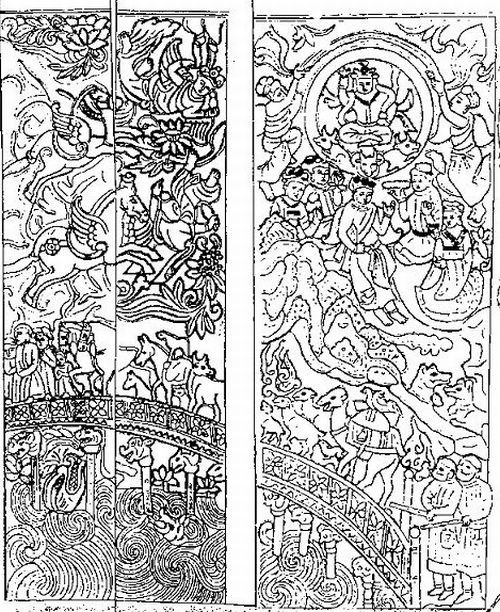
Darstellung der Činvat-Brücke auf dem Sarkophag von Wirkak aus dem 6. Jahrhundert n. Chr.

Die heilige Schrift der Anhänger von Zarathustra ist das Avesta, dessen Schriften zu den ältesten religiösen Texten der Menschheit gehören. In der Forschung wird das Kapitel 12 des ersten Buchs des Avesta (Yasna) oft als Glaubensbekenntnis der Mazdaverehrer bezeichnet. Es gehört zum jüngeren Teil des Avesta. Die Begriffsreihe im ersten Vers – „Mazdaverehrer“, „Zarasthuraanhänger“, „Dämonenzurückweiser“, „Anhänger der Lehre der Ahuras“ – bildet eine theologische Einheit. Im Zentrum stehen die guten Gedanken, Worte und Werke des Gläubigen.

„Als Mazdahanbeter [Mazdaanbeter], als Zarathustraanhänger will ich das Glaubensgelübde ablegen, (der) sich dem Glauben angelobt, zum Glaube bekannt hat. Ich schwöre mich ein auf den gutgedachten Gedanken, Ich schwöre mich ein auf das gutgesprochene Wort, Ich schwöre mich ein auf die gutgetane Handlung.“

Die Frommen oder Gläubigen, die sich für das Gute, und die Götzendiener, die sich für das Böse entschieden haben, stehen sich widerstreitend gegenüber. Letztere werden mit verschiedensten Ausdrücken bezeichnet, wie das Beispiel bei der Ablehnung des Opfers durch Anahita zeigt:

„Nicht erscheine ich [die Gottheit Anahita] bei solchen opfern, welche mir zu ehren blinde, taube, verrückte, blödsinnige, knicker, schreier und mit solchen malen behaftete, die nach aller aussage nicht für gesund gelten, verzehren. Nicht sollen von diesem meinem opfer essen streitsüchtige und lästerer noch verrückte und zahnlose.“

### Die Činvat-Brücke
Nach dem Tod gelangen die Seelen an die Činvat-Brücke, die die Welt der Lebenden von den Toten trennt und wo die Seelen gerichtet werden. Der Übergang ist in den Büchern des Yasna und Vendidâd beschrieben.

„27. 0 Schöpfer (der stofflichen Welt, ašaehrwürdiger!) Wo finden die Buchungen statt, wo werden die Buchungen (mit einander) verglichen, wo werden die Buchungen zum Abschluß gebracht, wo werden die Buchungen gegen einander abgerechnet, (die) der Mensch im stofflichen Leben für seine Seele veranlaßt'?
28. Da sagte Ahura Mazdǎh: ‚Drauf (wenn) der Mensch gestorben, drauf (wenns) mit dem Menschen zu Ende gegangen ist, drauf … die druggläubigen arglistigen Daěva’s. Aufleuchtet in der dritten Nacht, aufflammt die Morgenröte; die das Behagen des Aša gewährenden Gebirge ersteigt der gutbewaffnete Mithra; die Sonne geht auf.‘
29. Der Daěva Vizaresha mit Namen, o Spitama Zarathuštra, führt die Seele der druggläubigen daěvaanbetenden … Menschen gebunden fort; er kommt zu dem von Zrvan geschaffenen Pfad – der für den Druggläubigen und der für den Ašagläubigen (bestimmt ist) –, zu der mazdǎhgeschaffenen Činvat-Brücke; Wahrnehmungskraft und Seele befragen sie nach dem Anteil an Hab und Gut, (der dem Verstorbenen) in dem stofflichen Dasein verliehen (war).
30. Jenes schöngeschaffene tüchtige wohlgewachsene (Mädchen) stellt sich ein, mit den beiden Hunden, …, mit einem Strick versehen, die gewandte kunstfertige. ‹Die zerrt der Druggläubigen schlechte Seelen in die Finsternis hinab›. Die bringt die Seelen der Ašagerechten – über die hohe Harǎ kommt sie heran – über die Činvat-Brücke hinüber zum Uferdamm der geistigen Yazata’s.“

### Die Zweiteilung der Welt
Die Welt teilt sich nach zoroastrischer Vorstellung in ein Reich des Lichtes, in dem auf alle Ewigkeit Ahura Mazda (Ohrmazd), der Herr der Weisheit wohnt, und einen Abgrund der Finsternis, der seinen Widersacher Ahriman, die Macht der Negation, der Zerstörung und des Todes verbirgt. Zwischen dem Herrn des Lichtes und jenem der Finsternis tobt dieser Kampf, dessen Schauplatz die Erde ist. Ein Kampf, der so lange andauert, bis Ahura Mazda die dämonischen Gegenmächte in ihren Abgrund zurückgestoßen haben wird. In zoroastrischen Texten wird das Ende dieses Kampfes als tan-i pasen, „leibliche Auferstehung“, (die letzte Existenz bzw. der zukünftige Körper oder Leib) bezeichnet.

### Die Zwillinge
Die Unterscheidung zwischen der Wahrheit und der Lüge ist eine uralte Vorstellung, die insbesondere in Iran von zentraler Bedeutung war. Im Zoroastrismus erscheint sie als Dualismus, der die Welt zum Kampfgebiet der Zwillinge, des Guten Geists (Spenta Mainyu) und des Bösen Geists (Angra Mainyu), macht. Im Gegensatz zum jüngeren Avesta und dem orthodoxen Zoroastrismus der Sassaniden sind die Zwillinge im ältesten Teil des Avesta nicht ursprünglich, sondern Ausdruck von Ahura Mazda oder von ihm erschaffen. Sie unterschieden sich im Geist, in der Rede und in den Taten. Der eine war sehr gut und der andere schlecht. Zusammen errichteten sie Leben und Tod.
Der Konflikt zwischen Gut und Böse führt zur Entstehung der Welt, und die Beilegung desselben ist gleichbedeutend mit der Neuschöpfung am Ende der Zeitachse. Die „theoretisch unbegrenzte Unendlichkeit“ der Zeit wird in einen strukturierten Zeithorizont gerafft. Die Grundeinheit wird in den mittelpersischen Texten auf 3000 Jahre festgelegt, während die gesamte Weltzeit ein Vielfaches davon ist. Die irdische Existenz Zarathustras steht in der Mitte und markiert den Übergang zum letzten Zeitalter. Er ist der Empfänger der Religion, und durch seine geistige Kraft schränkt er das Wirken der dämonischen Mächte ein, so dass die „reine Religion“ zum Sieg des Schöpfers führt.

### Die Rolle des Menschen
Das Gute und das Böse stehen sich im Zoroastrismus fundamental gegenüber. Obwohl sich die beiden Prinzipien in jeder Hinsicht widersprechen, liegt der entscheidende Unterschied für den Menschen in der Wahlmöglichkeit, beziehungsweise im freien Willen. Der einzelne Mensch steht in einer individuellen Verantwortung, sich für eines der beiden Prinzipien zu entscheiden. Es ist seine eigene Wahl, die ihn zur Erlösung oder Verdammnis führt.  Jemand, der sich für die Wahrheit entschieden hat, ist ein Rechtschaffener (Mann) (ashawan, wörtlich ein Besitzer der Wahrheit), während derjenige, der sich für die Lüge entschieden hat, als Besitzer der Lüge (drugwant) bezeichnet wird. Die weltliche Gegenüberstellung wird auf die metaphysische Welt übertragen, in der sich Wahrhaftigkeit und die kosmische göttliche Ordnung (avestisch aša-, Nomen Neutrum, Harmonie, Ordnung, Gerechtigkeit,  Wahrheit, neupersisch اشه‎) dem Konzept von Unordnung, Lüge und Trug (avestisch druj-, Nomen Femininum, Täuschung), gegenüberstehen. Der Gegensatz zwischen Wahrhaftigkeit und Trug ist bereits im ältesten Teil des Avesta zu finden.

### Die Wohltätigen Unsterblichen
In den Überlieferungen erscheint Ahura Mazda stets umringt von sechs Mächten des Lichtes, mit denen zusammen er als erster (oder siebter) die göttliche Siebenheit bildet. Sie werden als Amescha Spenta, die „Wohltätigen Unsterblichen“, bezeichnet und sind erst im jüngeren Avesta als Begriff festgelegt worden. Im älteren Teil erscheint die Bezeichnung im ersten Buch des Avesta, im Yasna Haptaŋhāiti, in umgekehrter Wortfolge:

„So then we worship the good beings, male and female, the Spənta Aməšas, ever-living, ever-benefiting, who hold by good purpose.“

„So verehren wir denn die guten Wesen, männlich und weiblich, die Spənta Aməšas, die ewig Lebenden, die ewig Wohltätigen, die am guten Vorsatz festhalten“

In den mittelpersischen Texten wie dem Bundahischn, Denkard und der Anthologie des Zadspram werden die „Wohltätigen Unsterblichen“ systematisch beschrieben. Sie erscheinen mehrmals vor Zarathustra und führen Gespräche mit ihm. Vohu manah, der als erster der Amescha Spenta erschienen sei, habe Zarathustra nach dem Gespräch zu Ahura Mazda geführt, wo dieser ihm die Grundprinzipien der Kosmologie und der Eschatologie verdeutlicht und ihm die Gabe der Allwissenheit verliehen habe.

### Gottheiten
Während sich der ältere Teil des Avestas, im Besonderen die Gathas, als „unfertiger“ Monotheismus präsentiert, wird im jüngeren Avesta ein Pantheon von Gottheiten vorgestellt, der sich im Wesentlichen in drei Kategorien unterteilen lässt. Der Kategoriename ist eine Bezeichnung, die den Gottheiten im Avesta zugesprochen wird.
- Die erste Kategorie sind die Amescha Spenta, die „Wohltätigen Unsterblichen“. Es sind sechs allegorische Aspekte von Ahura Mazda, die auch die Hypostasen des Ahura Mazda genannt werden.
- Die zweite Kategorie sind die Yazatas, die „des Opfers würdig sind“. Yazatas ist die ausschließliche Bezeichnung für Mithra und jene Götter, die sein himmlisches Gefolge bilden.
- Die dritte Kategorie sind die Ratus. Zu ihnen zählen die astralen Götter wie die Sonne, der Mond und der Stern Tištriia, kleinere Götter, die den verschiedenen Tageszeiten und Opferzeremonien zugeordnet werden, und Ahura Mazda selbst.

Diese und andere sinnlich-realistische Gottheiten machten ihre Rechte wieder geltend, wie sie in den jüngeren Teilen des Avesta und den Angaben der griechischen Schriftsteller vorliegen.

### Feuer und Wasser
Personifikationen der reinen Elemente, vor allem des Feuers, das in verschiedenen Formen verehrt wird, und des Wassers, das sich in der später mit der vorderasiatischen Mylitta vermischten Ardvisura Anahita verkörpert, spielten in dem reichbevölkerten Götterhimmel des späteren Zoroastrismus eine hervorragende Rolle. Wegen ihrer Verehrung des Feuers war sie in der griechischen Welt (Herodot) als „Feueranbeter“ bekannt. Kaum minder zahlreich sind die bösen Geister, welche Daeva, Drudsch, Pairikas (Peri) genannt und teils als Unholdinnen gedacht wurden, die mit bösen Menschen in fleischlichem Verkehr stehen und die Guten zu verführen trachten, teils als tückische Dämonen, welche Trockenheit, Misswuchs, Seuchen und andere Plagen über die Welt verhängen.

### Tiere
Im jüngeren Avesta werden die Tiere in verschiedenen Texten erwähnt. Sie werden in wilde und zahme Tiere in verschiedenen Lebensräumen unterteilt und in die Anrufungen mit eingeschlossen:

„Alle Wasser, die in Quellen und die in Flußläufen befindlichen, verehren wir; alle Pflanzen an Schossen und Wurzeln verehren wir; die ganze Erde verehren wir und den ganzen Himmel verehren wir; und alle Sterne und den Mond und die Sonne verehren wir; den ganzen anfangslosen Lichtraum verehren wir; und alles Getier, (das) im Wasser und auf dem Lande lebt und (das) sich fliegend bewegt und in der Freiheit haust, und die auf der Weide heimischen (Tiere) verehren wir.“

„(…) Die Seelen verehren wir: (die) der Haustiere verehren wir, (die) der wilden (Tiere) verehren wir, (die) der im Wasser lebenden verehren wir, (die) der in der Erde lebenden verehren wir, (die) der sich fliegend bewegenden verehren wir, (die) der in der Freiheit hausenden verehren wir, (die) der auf der Weide heimischen verehren wir.“

Im Vendidâd kommen die Xrafstra (avestisch xrafstra-, mittelpersisch xrafstar), die „Tiere des Teufels“, zur Sprache. So werden „die körnerschleppenden Ameisen“ aufgeführt. Die Xrafstra sind eine Schöpfung von Ahriman und sollen von den Priestern mit dem Xrafstratöter vernichtet werden.
In den mittelpersischen Texten werden die zwei Gruppen, „wohltätige“ (avestisch gao.spəṇta-, mittelpersisch gōspand) Tiere und das „Xrafstra(geschmeiß)“ genauer beschrieben. Zu den „wohltätigen“ Tieren gehören Rinder, Hunde und andere Haustiere, die einen Nutzen für die Menschen haben. Die „wohltätigen“ Tiere stammen alle von einem einzigen Rind ab. Es sei das erste Tier auf der Erde gewesen und von einem bösen Geist getötet worden. Aus seinem Samen wurden alle Arten der „wohltätigen“ Tiere hervorgebracht. Sie können gezähmt, gegessen oder den Göttern geopfert werden. Die „Teufelstiere“ dagegen schaden den Menschen und ihren landwirtschaftlichen Nutzpflanzen. Sie gelten als ungenießbar, werden als Opfergaben nicht akzeptiert und sollten getötet werden. Dazu gehören Insekten, Schlangen und Mäuse.
Die Klassifizierung der Tierwelt in den mittelpersischen Texten beruht auf dem Zähmungsgrad, der Fußform, dem Lebensraum, der Farbe und morphologischen Unterschieden. Die fünfteilige Klassifizierung wird in einer Liste von elf oder zwölf Gattungen und schließlich in einzelne Arten weiter geführt. Die Anzahl der Arten wird auf 282 festgelegt und stammt sehr wahrscheinlich aus einer alten Tradition mit einer symbolischen Bedeutung aus dem Schöpfungsmythos.
Die in den mittelpersischen Texten aufgebaute Klassifizierung wird auf die antike griechische Tradition zurückgeführt. Der Vergleich der biblischen Tierklassifikation mit den mittelpersischen Texten ergibt zahlreiche Passagen, die sowohl in Form als auch im Inhalt eng miteinander übereinstimmen. Man vermutet, dass der Austausch unter dem Einfluss von Mitgliedern der Platonischen Akademie stand, die im 6. Jahrhundert n. Chr. an den Hof der Sassaniden reisten.

## Kosmogonie
Der zoroastrische Mythos der Kosmogonie ist in den Pahlavi-Büchern Bundahischn und der Anthologie von Zādspram überliefert. Demnach verweilte Ohrmazd (Ahura Mazda) hoch oben in reinem Licht und Ahriman tief unten in der Dunkelheit. Dazwischen lag ein leerer Raum. Angesichts der Feindseligkeit von Ahriman stellte sich Ohrmazd auf die Auseinandersetzung mit diesem ein. Er brachte Erschaffenes in einem geistigen Zustand hervor, den diese für 3000 Jahre beibehielten. Zur gleichen Zeit erschuf Ahriman seine Kreaturen in der Dunkelheit. Als Ahriman mit den Angriffen begann, erkannte Ohrmazd, dass dieser seine Schöpfung durch einen immerwährenden Krieg ernsthaft gefährden könnte. Er schlug deshalb einen zeitlichen Rahmen für die Auseinandersetzungen vor, den Ahriman akzeptierte. Die darauffolgenden Stadien der Kosmogonie enthalten die eigentliche Schöpfung, das Stadium der Vermischung und die Trennung von Gut und Böse.
Der eigentliche Schöpfungsakt begann nach der Übereinkunft von Ahriman und Ohrmazd. Ohrmazd rezitierte das erste Gatha und stieß Ahriman in die Dunkelheit zurück, der dort in einem betäubten Zustand bis zur Vollendung der Schöpfung verweilte. Ohrmazd zelebrierte ein spirituelles Yasna zusammen mit den Amescha Spenta. Zuerst erschuf er den Himmel, dann das Wasser und die Erde. Ihnen folgten eine einzelne Pflanze, der Ochse und der Mensch. Während der Zeit der Erschaffung war die Schöpfung bewegungslos und von Licht erfüllt. Erst im zweiten Stadium der Kosmogonie, der Vermischung, geriet die Schöpfung in Bewegung, als sie begann, sich gegen die Angriffe von Ahriman zu verteidigen. Während dieses Kampfes wurde die Welt zu derjenigen, wie wir sie kennen. Nach 3000 Jahren der Vermischung wird die Erneuerung stattfinden, in der die Trennung zwischen Gut und Böse vollzogen wird und die Mächte des Bösen besiegt werden.
Die letzte Epoche der Weltzeit dauert wiederum 3000 Jahre, der Grundeinheit der Weltzeit aus den mittelpersischen Texten. An den Schwellen der jeweiligen Millennien stehen Zarathustra und drei seiner Nachkommen. Bereits in den avestischen Texten kommen seine Kinder vor und im jungavestischen Yascht wird die Erzeugung und die Rolle der Handlungsträger in der Endzeit angesprochen. Aber erst im mittelpersischen Text, dem Bundahischn, treten drei seiner Söhne an die Stelle von Zarathustra. Sie repräsentieren die gesellschaftlichen Schichten der Priester, Krieger und Bauern und stehen für die soziale Lebenswelt. Drei weitere Söhne Zarathustras, deren Erzeugung ebenfalls in den mittelpersischen Texten beschrieben ist, führen dagegen die eschatologische „Herrlichmachung“ herbei und sie sind die Handlungsträger der Endzeit. Die im Bundahischn angefangene und dann abgebrochene Erzählung wird in einem weiteren mittelpersischen Text, dem Denkard, weitergeführt und im letzten Text, der den Mythos der Endzeit bespricht, der Anthologie des Zadspram, wird erklärt, dass 57 Jahre vor dem Vollzug der „Herrlichmachung“ der letzte der drei postumen Söhne geboren werde, um das zu vollenden, was Zarathustra gegeben worden sei. Durch das Wirken dieser drei Söhne werde die ganze Schöpfung des Ahura Mazda „herrlich“ und unsterblich gemacht.
Manche Passagen des Avestas weisen im Gegensatz zu den Pahlavi-Büchern darauf hin, dass zu einer Zeit eine andere Version des zweiten Stadiums existiert haben muss. Die Entstehung der Welt war das Resultat einer positiven göttlichen Handlung, die wie bei mehreren anderen Kulturen das rituelle Opfer als Ausgangspunkt setzt. Die Opfer der Menschen wären demnach eine Wiederholung der Handlung, die die Erschaffung der Welt in Gang gesetzt hatte.

## Totenkult

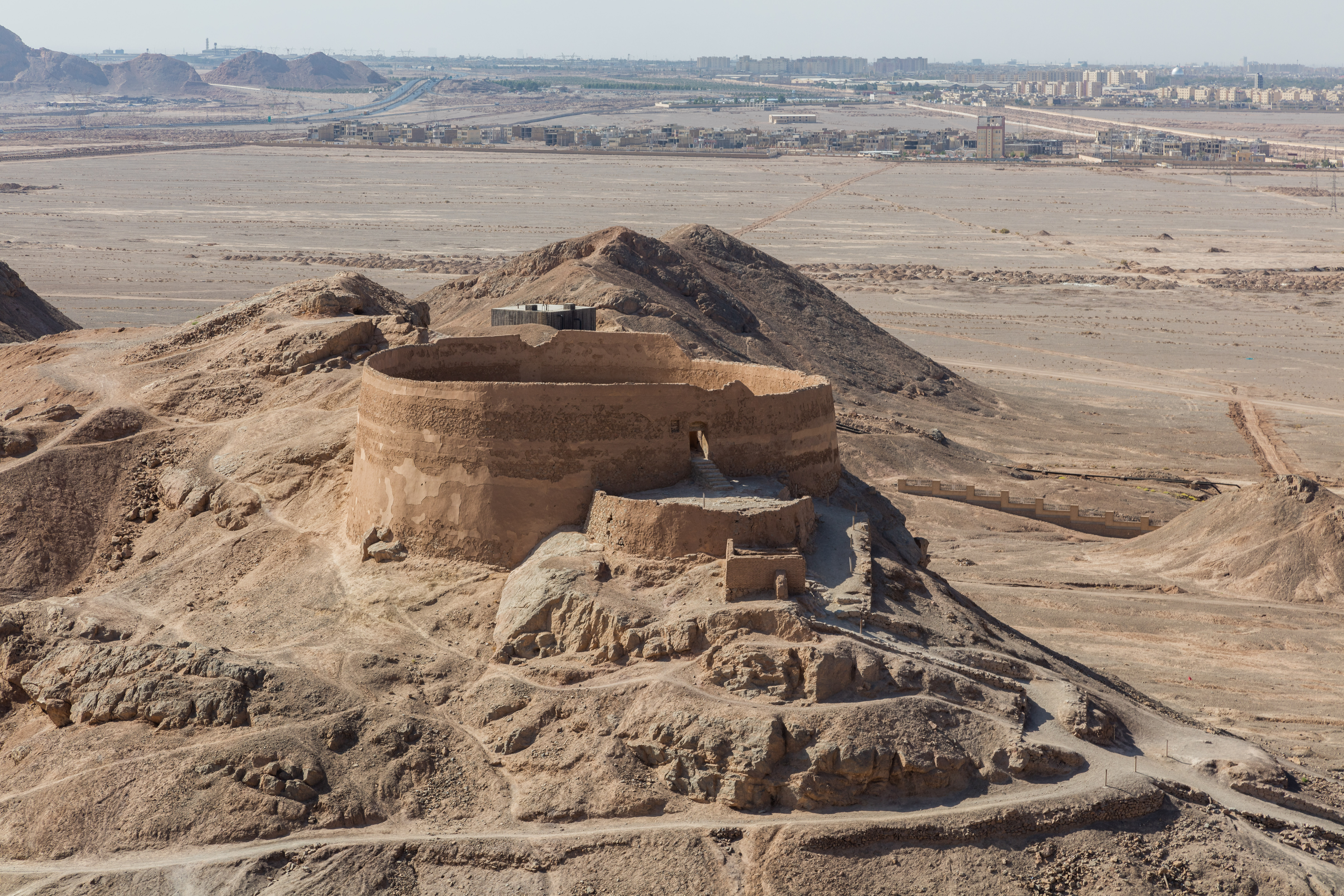
Dachma in Yazd

Die jungavestischen Texte erwähnen über 60 Dämonen (Daevas) mit Namen und alles, was im religiösen Wertesystem negativ bewertet wird, wird im Vendidâd, dem Gesetz zur Verstoßung der Dämonen, mit Dämonen in Verbindung gebracht. Der Vendidâd zählt als gefährlichste der weiblichen Daevas die Leichendämonin Nasu auf und das dominierende Thema des Buchs ist die Entsorgung von Leichen. Die Leichen sind deshalb so gefährlich, weil sie von Nasu vergiftet und danach ansteckend werden könnten. Das Kapitel 7 des Vendidâd beginnt mit dem Anflug von Nasu:

„1. Es fragte Zarathustra den Ahura Mazdǎh: ‚O Ahura Mazdǎh, heiligster Geist, Schöpfer der stofflichen Welt, o ašaehrwürdiger! Wann kommt diese Drug, die Νasaν, zu den toten Menschen herzugeflogen?‘
2. Da sagte Ahura Mazdǎh: ‚Gleich nach dem Tod, o Spitama Zarathustra, (wenn) die Wahrnehmungskraft aus (dem Körper) herausgeht, kommt diese Drug, die Nasav, von Norden her in abscheulicher Fliegengestalt herzugeflogen, die Knie nach vorn haltend, den Steiß emporrichtend, über und über mit Flecken bedeckt, (anzusehen) wie abscheulichste Xrafstar’s.‘“

Darauf folgen genaue Anweisungen und Vorschriften, wie mit Leichen umzugehen sei. Diese Anweisungen gelten auch für Hunde, die dem Menschen nach Auffassung der Religion am nächsten stehen.
Für Bestattungen werden einige Methoden im Umgang mit Leichen zurückgewiesen. Man darf sie weder kochen, schmoren noch verzehren. Das Kremieren, das Versenken von Leichen in Wasser und das Beerdigen von Leichen ist verboten. Die Orte, an denen man Leichen vergräbt, gelten als zweitschrecklichste Orte der Welt. Die Exhumierung wird als größte Wohltat für die Erde bewertet. In späteren Texten findet sich die Vorstellung, dass der „Wohltätige Unsterbliche“, der der Erde zugeordnete Spenta armaiti, durch eine Beerdigung einen physischen Schmerz erleide.
Der Vendidâd liefert keine genaue Anweisung einer idealen Bestattung, aber er legt fest, dass die Leiche in nacktem Zustand auf einen hohen Berg oder Hügel gelegt werden soll, so dass die aasfressenden Hunde und Vögel Zugang haben. Nachdem allein die Knochen übrig sind, soll ein Knochenbehälter errichtet werden, der Tiere und Regen abweisen soll. Der Behälter soll aus Stein, Kalk oder Lehm sein. Wenn die finanziellen Mittel für einen Behälter fehlen, sollen die Knochen dem Licht und der Sonne ausgesetzt werden.
Früher war es bei den Zoroastriern üblich, Leichname zur Luft- oder Himmelsbestattung in Türme der Stille bzw. des Schweigens (Dachmas) zu legen. In diesen runden, oben offenen Türmen können Fleisch und Weichteile der Verstorbenen von Vögeln, nicht aber von Landtieren gefressen werden. Seit 1970 ist diese Art der Bestattung in Iran aus Gründen der Hygiene verboten. Seither werden Zoroastrier in Betongräbern beerdigt. In Indien werden die traditionellen Bestattungen noch praktiziert, so zum Beispiel in Mumbai. Dort werden die Leichen auf hohe Türme gelegt und dienen den Raubvögeln als Nahrung. Die sieben Dachmas umgeben die hängenden Gärten auf dem Malabar-Hill, mitten in der Stadt. So kommt es immer wieder zu Beschwerden und Diskussionen, da Teile der Leichen von Raubvögeln fallen gelassen werden.

## Zeremonien
Der Zoroastrismus kennt viele Zeremonien wie Danksagungen, die Reinigung des heiligen Feuers und unrein gewordener Personen, für die Zubereitung des Haoma, die Ordination von Priestern sowie Heirats- und Bestattungszeremonien. Übergreifend für alle Zeremonien ist es das Ziel der Handlungen, die Kräfte des Guten zu stärken und die des Bösen zu schwächen. Die wichtigsten Zeremonien des traditionellen Zoroastrismus enthalten das Rezitieren des Yasna. In diesem Ritual sind ursprünglich den göttlichen Wesen Speise in der Form von Opfertieren, Trank und Lobliedern angeboten worden. Im Lauf der Zeit wurde dieses Ritual immer länger und komplexer. Bei besonderen Gelegenheiten wurde es durch Texte des Visperad und des Videvdad verlängert. Möglicherweise wurden in vorislamischer Zeit auch andere Texte wie die Yascht hinzugefügt. Heute wird der Yasna üblicherweise von zwei Priestern ausgeübt. In einem Film aus dem Jahr 2017 ist eine Yasna-Zeremonie zu sehen, die im Rahmen eines Projekts der Europäischen Union unter der Leitung von Almut Hintze in Indien aufgenommen wurde. Sie zeigt eine vollständige Yasna-Zeremonie und dauert zusammen mit den Vorbereitungen 4 Stunden und 55 Minuten.
Wichtige zoroastrische Rituale müssen in einem Feuertempel von Priestern ausgeführt werden, die sich der rituellen Reinigung unterzogen haben. Die oftmals daraus abgeleitete Bezeichnung der Zoroastrier als „Feueranbeter“ ist etwas irreführend, da in der zoroastrischen Lehre das Wasser als eine von Gott geschaffene reine Substanz genauso angebetet wird. Zudem sind die zoroastrischen Feuertempel erst lange Zeit nach Zarathustra entstanden. Heute wird der Status eines Feuertempels vom Rang des Feuers bestimmt, das er beherbergt. Es gibt drei Arten von Feuer. Das erste Feuer, das in einem Haus angesiedelt ist, wird von den Bewohnern gepflegt. Das zweite Feuer ist ein Feuer von höherer Reinheit und muss an einem reinen Ort untergebracht sein. Es wird von Priestern unterhalten. Das dritte Feuer ist das Bahramfeuer, das etwa ein Jahr lang einem dauernden Reinigungsverfahren unterzogen wird und von Priestern versorgt wird, die sich in einem Zustand hoher ritueller Reinheit befinden müssen. Die Gläubigen kommen zum Feuertempel, beten darin und bringen üblicherweise Geschenke. Bevor man sich dem Feuer nähert, „vollzieht man den kusti“ (siehe dazu Kusti), das bedeutet, dass man die „heilige Schnur“ löst und sie wieder bindet, während die vorgeschriebenen Gebete aufgesagt werden. Dann erst nähert man sich dem Feuer und betet im Angesicht der Flammen.

## Entwicklung und Ausbreitung
Die religiösen Konzepte, die im Avesta überliefert sind, stammen ursprünglich aus im weiteren Sinn ostiranischen, beziehungsweise zentralasiatischen, Gebieten. Sie breiteten sich im Verlauf der Jahrhunderte in weiten Gebieten in Iran und den benachbarten Regionen aus. Es entwickelten sich verschiedene regionale Traditionen, die über Unterschiede in den avestischen Texten und der religiösen Architektur nachgewiesen wurden. So lag das Zentrum der Religion über Jahrhunderte im Südwesten Irans, da seit der Seleukidenzeit der Regierungsschwerpunkt im mesopotamischen Ktesiphon lag.
Die Könige der Achämeniden haben viele Inschriften hinterlassen, die zwei gemeinsame Merkmale mit der „heiligen Schrift“ der Religion Zarathustras, dem Avesta, haben: In den meisten der Inschriften (zum Beispiel DSf) wird die Gottheit Ahuramazda angerufen, und etwas seltener aufgeführt, werden die Daevas abgelehnt (XPh). Der Name des Religionsstifters taucht dagegen in keinen achämenidischen Überlieferungen auf.
Die meisten avestischen Texte werden früher datiert als die Herrschaft der Achämeniden. Wegen der Zusammenstellung der Texte durch die Autoren des jüngeren Avesta gingen die Verbindungen zu den ursprünglichen Ritualen verloren. Als die Achämeniden die Herrschaft ergriffen, war die Zusammenstellung der langen und kurzen Liturgien wohl bereits weitgehend abgeschlossen. Man nimmt aber an, dass sich die neuen Rituale noch nicht in der Tradition etabliert hatten und praktiziert wurden. Man weiß bis heute nicht, wie die avestischen Texte vor und während der Zeit der Achämeniden in der Religion verwendet wurden. Formale Übereinstimmungen in der Terminologie und dem Vorkommen von sogenannten „Zitatnamen“ (Personennamen in authentischen Quellen), deren Ursprung auf avestische Texte hinweisen, deuten darauf hin, dass den Achämeniden die avestischen Texte bekannt gewesen sein dürften.
Anders als oft vermutet, scheint der Zoroastrismus dann unter den Parthern nicht eine unwichtigere, sondern im Gegenteil eine recht bedeutende Rolle gespielt zu haben. Ein bedeutender archäologischer Fundplatz, der auf eine Siedlung im Stil des persischen Zoroastrismus hinweist, ist Grakliani in Georgien. Im Sassanidenreich (3. bis 7. Jahrhundert n. Chr.) wurde die Religion dann zur wichtigsten (aber nicht zur einzig erlaubten) Religion und erlebte ihre höchste Blüte. Obwohl zeitweise die Anhänger anderer religiöser Gruppen, etwa Buddhisten, Christen, Juden und Manichäer, verfolgt und ermordet wurden, wie die Inschriften des Mobeds Kartir belegen, nimmt die moderne Forschung zumeist an, dass hierfür eher politische als religiöse Motive den Ausschlag gaben. Mehrere Einzelheiten in Bezug auf den Zoroastrismus in sassanidischer Zeit sind jedoch umstritten. Der Umstand, dass die große Mehrheit der zoroastrischen Quellen erst nach dem Untergang des Reiches entstanden sind und daher vielleicht ein verzerrtes Bild zeichnen, erschwert gesicherte Aussagen.
In späteren Epochen des Zoroastrismus bildeten sich mehrere Abspaltungen, welche den Gegensatz zwischen Ahura Mazda und Ahriman in einer höheren Einheit aufzulösen suchten, indem sie als die gemeinsame Quelle beider die Zeit, das Schicksal, das Licht oder den Raum annahmen. Die bekannteste darunter ist die bereits erwähnte Gruppe der Zurvaniten, deren Lehrmeinung, dass die unsterbliche Zeit (Zurvan) das Urprinzip der Dinge sei, im 5. Jahrhundert n. Chr. unter König Yazdegerd I. (Iesdegerd) offenbar die dominierende Religion im neupersischen Sassanidenreich wurde; die „unermessliche Zeit“ (zrvan akerene) wird schon im Zendavesta angerufen. Auch die um 500 n. Chr. aktiven Mazdakiten, zu denen wenig überliefert wurde, dürften Zoroastrier gewesen sein. Der Zeitgott, Zervan oder Zurvan, wird als ein viergestaltiger Gott (Ahura Mazdā, Güte, Religion und Zeit) dargestellt. Er steht über Gott und Teufel, die seine Söhne sind. Zurvan ist der unendliche Raum und die unendliche Zeit. Durch die Entstehung von Gott und dem Bösen wird das Licht von der Finsternis geschieden.
Als bevorzugte Religion verlor der Zoroastrismus infolge der islamischen Eroberung des sassanidischen Reiches in den Jahren nach 636 an Bedeutung. Der Islam nahm dagegen ständig an Bedeutung zu, aber erst seit zirka 900 stellten die Moslems die Mehrheit in Iran. Viele iranische Feste bergen das zarathustrische Erbe in sich und werden noch im schiitischen Iran, teilweise in synkretischer Form, gefeiert. Das bedeutendste dieser Feste ist das „Neujahrsfest“ Nouruz, dessen Wurzeln noch weiter zurückreichen dürften.
Mit der Ausbreitung des Islams in der iranischen Hochebene und dem Niedergang des Sasanidenreichs im 7. Jahrhundert wurde der Zoroastrismus zunehmend unterdrückt und eine Zoroastrierverfolgung setzte ein, weshalb viele Zarathustrier vor ca. 1000 Jahren emigrierten, vor allem auf das Gebiet des heutigen Indiens und heutigen Pakistans, wo man ihnen den Namen Parsen (das heißt: Perser) gab. Lebendig geblieben ist die zoroastrische Religion in Iran vor allem in Yazd und Kerman (Provinz). Es gibt weltweit etwa 120.000 Mitglieder der Religion des Zoroastrismus, die meisten in Indien. Eine nicht unbedeutende Anzahl von Zoroastriern lebt zudem in Tadschikistan. Auch leben zoroastrische Gemeinschaften persischer oder indischer Herkunft in Europa und Amerika.
Die Zahl der Zoroastrier stieg zu Beginn des 21. Jahrhunderts im Irak an, insbesondere durch Konversionen ehemaliger Muslime. Derzeit (Stand 2016) suchen die Zoroastrier die Anerkennung eines offiziellen Status für ihre Religion in der Autonomen Region Kurdistan. Einer 2020 veröffentlichten Studie zufolge bezeichnen sich 7,7 % der Iraner als Zoroastrier. Es handelt sich um eine Hochrechnung einer Umfrage. Die Befragungen fanden über Kanäle des Internets statt. Das Ergebnis wurde über die Frage „Welche der folgenden Religionen entspricht eher Ihren Überzeugungen und Ihrem Glauben?“ ermittelt. Da der Anteil der Zoroastier 2006 noch mit 20.000 angegeben war (siehe Abschnitt zu Iran), ist bei dieser verhältnismäßig großen Zahl zu bedenken, dass der Zoroastrismus auch als Form des ausgeprägten iranischen Nationalismus eine Rolle spielt, sowie der Überdruss vieler Iraner mit dem Islam. Die Figur des Faravahar gilt als nationales Symbol und wird auch von Anhängern der Mehrheitsreligion genutzt, sodass entsprechende Umfragen neben der religiösen Überzeugung zumindest teilweise auch eine politisch-gesellschaftliche Dimension haben.

## Der heutige Zoroastrismus

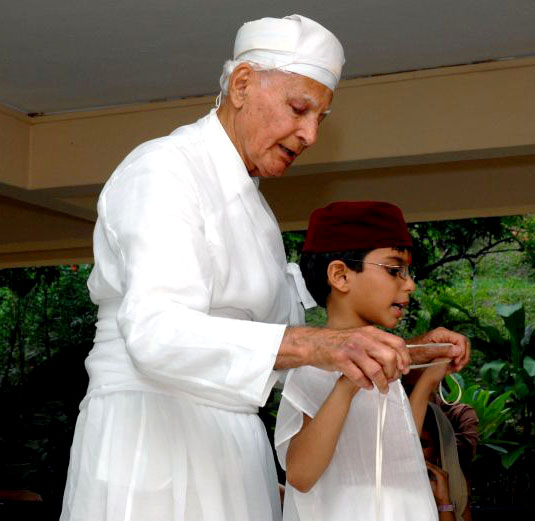
Ein Priester (Mobed oder Zot genannt) hilft beim Navjote-Fest, einem Initiationsfest für junge Zoroastrier, beim ersten Anlegen des rituellen Gürtels, des Kuschti.

Die heutigen Zoroastrier sind auf der ganzen Welt zu finden. Zirka 75.000 Anhänger leben in Indien, davon mehr als 70 % in Mumbai. Für das historische Kernland Iran werden verschiedene Zahlen angegeben. Man schätzt die Zahl auf etwa 25.000 Anhänger. In den USA und Kanada leben etwa 10.000 und in Westeuropa etwas weniger. Weltweit wird die Anzahl auf 130.000 Zoroastrier geschätzt. Die Zahlen und Aufenthaltsorte zeigen, dass die Religion Zarathustras heute zu den kleineren Religionsgemeinschaften gehört und die Gläubigen vor allem in städtischen Gebieten leben.
Heute kann der Zoroastrismus in zwei Hauptrichtungen unterteilt werden: Reformisten und Traditionalisten. Traditionalisten sind meist Parsen und akzeptieren neben den Gathas und dem Avesta auch die mittelpersische Literatur, die sich wie die Reformisten in ihrer modernen Form meist aus Weiterentwicklungen des 19. Jahrhunderts ergeben. Sie lassen im Allgemeinen keinen Übertritt zum Glauben zu, so dass jemand nur dann Zoroastrier sein kann, wenn er von zoroastrischen Eltern geboren wurde. Einige Traditionalisten erkennen Kinder aus gemischten Ehen als Zoroastrier an, allerdings in der Regel nur, wenn der Vater ein geborener Zoroastrier ist. Reformisten neigen dazu, eine „Rückkehr“ zu den Gathas, die universelle Natur des Glaubens, eine geringere Ritualisierung und eine Betonung des Glaubens als Philosophie und nicht als Religion zu befürworten.

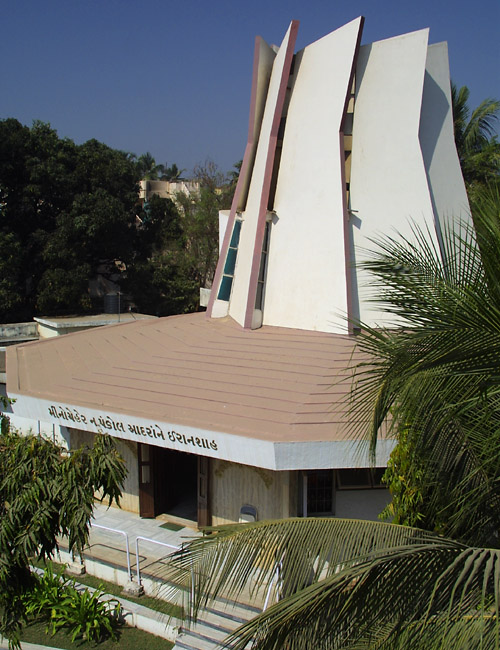
Ein moderner zoroastrischer Feuertempel in Gujarat

Nicht alle Zoroastrier identifizieren sich mit einer der beiden Schulen. Zu den bemerkenswerten Beispielen gehören die Neo-Zoroastrier/Revivalisten, bei denen es sich in der Regel um eine Neuinterpretation des Zoroastrismus handelt, die sich an westliche Gesichtspunkte anlehnt, und die die Idee des Zoroastrismus als lebendige Religion in den Mittelpunkt stellen und für die Wiederbelebung und Beibehaltung alter Rituale und Gebete eintreten, während sie gleichzeitig ethische und soziale progressive Reformen unterstützen. Diese beiden letztgenannten Schulen neigen dazu, die Gathas in den Mittelpunkt zu stellen, ohne andere Texte mit Ausnahme der Vendidad rundweg abzulehnen. Die Ilm-e-Khshnoom- und die Pundol-Gruppe sind zoroastrische mystische Denkschulen, die bei einer kleinen Minderheit der Parsen-Gemeinschaft beliebt sind, die sich vor allem an der Theosophie des 19. Jahrhunderts orientieren und sich durch eine spirituelle ethnozentrische Mentalität auszeichnen.
Die besondere Ausprägung und Interpretation der Religion ist bei jeder der verschiedenen, geographisch voneinander getrennten Gruppen unterschiedlich. Besonders hervorstechende Unterschiede gibt es zwischen dem indischen und dem iranischen Zoroastrismus.

### Indien

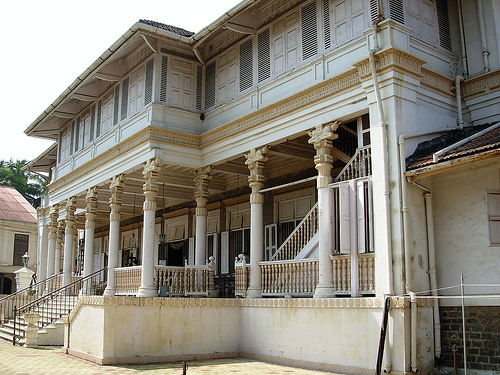
Feuertempel in Surat in Indien

In Indien wird, beeinflusst vom Hinduismus, der Glaube an die Existenz der Amescha Spenta (die sechs unsterblichen Weisen) sehr in den Vordergrund gerückt, wodurch der zoroastrische Glaube dort polytheistische Tendenzen bekommen hat. Rituale spielen eine große Rolle. In Mumbai genießt die Religion aufgrund ihrer sozialen Ausrichtung ein hohes Ansehen. Die Parsen betreiben Krankenhäuser, Schulen und Kunstgalerien, unterhalten aber auch soziale Netzwerke, um ärmeren Familien bezahlbaren Wohnraum zu verschaffen. Das soziale Engagement kontrastiert damit zum von Prädestination geprägten Karma-Glauben im Hinduismus.

### Iran

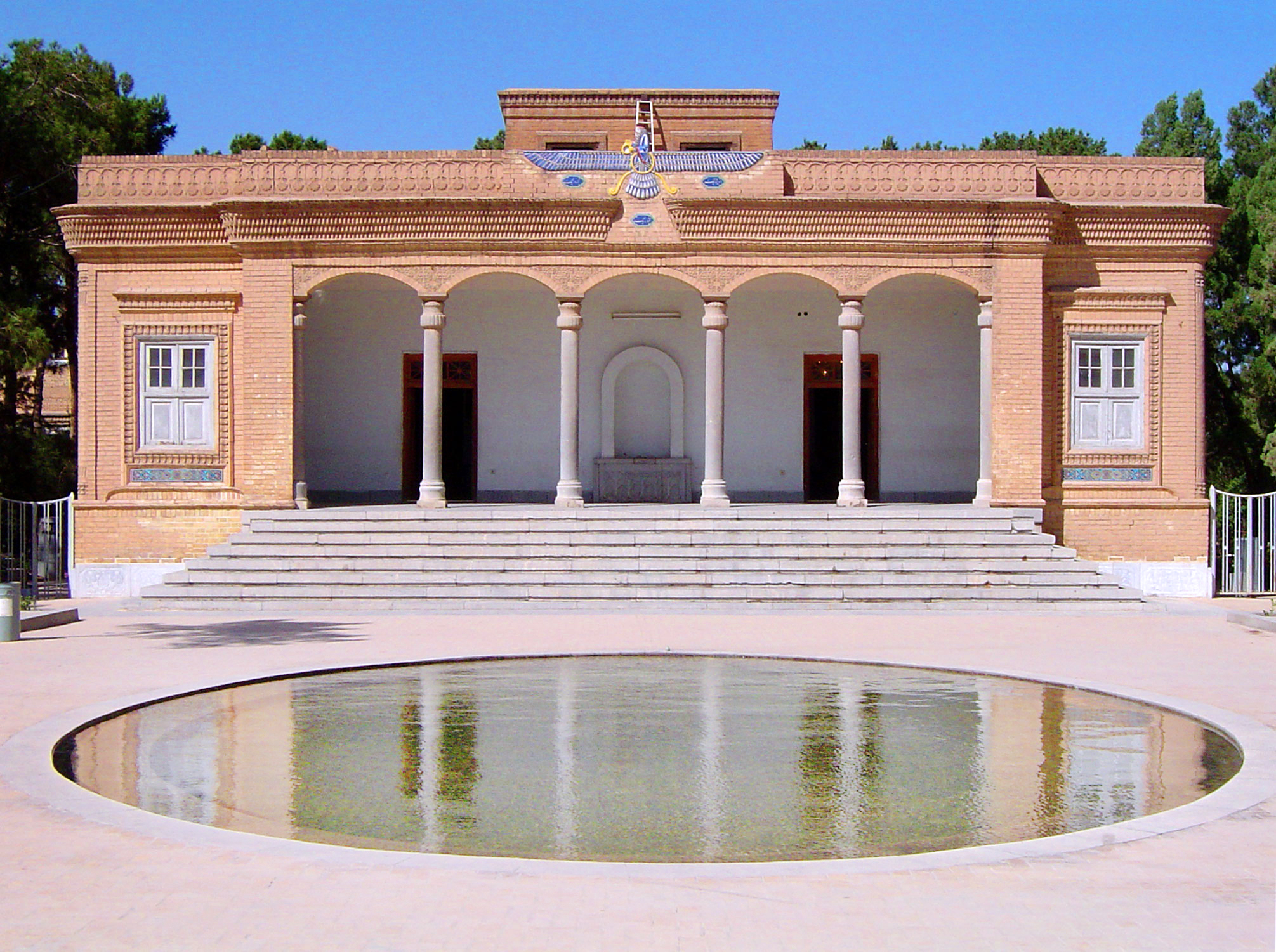
Feuertempel in Yazd, Iran

Viele Aspekte des Zoroastrismus sind in der Kultur und den Mythologien der Völker des Großraums Iran präsent, nicht zuletzt, weil der Zoroastrismus die Menschen des Kulturkontinents tausend Jahre lang geprägt hat. Selbst nach dem Aufkommen des Islam und dem Verlust des direkten Einflusses blieb der Zoroastrismus Teil des kulturellen Erbes der iranischsprachigen Welt, zum Teil in Form von Festen und Bräuchen, aber auch, weil der persische Dichter Firdausi (940-1020) eine Reihe von Figuren und Geschichten aus dem Avesta in sein Epos Schāhnāme (Buch der Könige) aufnahm, das für die iranische Identität von zentraler Bedeutung ist. Ein bemerkenswertes Beispiel ist die Aufnahme des Yazata Sraosha, eines Engels, der im schiitischen Islam in Iran verehrt wird.
Die meisten iranischen Zoroastrier leben in der Hauptstadt Teheran und in den Regionen von Kerman sowie Yazd. Da nach dem Koran keine monotheistische Religion behindert werden darf, gewährt Iran den Zarathustrieren Religionsfreiheit; selbst schiitische Dogmatiker machen hier keine Ausnahme. Außerdem erkennen Moslems den Zarathustraglauben als eine Vorform des Islam an.
In den letzten Jahren (Stand 2019) gewinnt die Religion in der Islamischen Republik Iran besonders unter jüngeren Menschen wieder an Bedeutung. Sie wird als Teil einer spezifisch persischen, damit nicht-islamischen Identität verstanden. Zurzeit leben über 25.000 Zoroastrier in Iran, davon etwa 10.000 in der Wüstenstadt Yazd. Sie gehören hier zu den am stärksten wachsenden Religionsgruppen (2006 noch knapp 20.000).
In Iran hat sich der Zoroastrismus zu einer stark auf Innerlichkeit ausgerichteten, sehr rationalen, ethischen Philosophie entwickelt. Im Mittelpunkt steht der Glaube an einen guten, gerechten, allwissenden Gott Ahura Mazda. Diesem guten Gott wird gedient, indem man (aus einem freien Willen heraus) „gut denkt, gut spricht und gut handelt“.

### Pakistan
In Pakistan lebten 2012 schätzungsweise 1.675 Zoroastrier, die meisten davon in Sindh (vor allem Karachi), gefolgt von Khyber Pakhtunkhwa. Die National Database and Registration Authority (NADRA) von Pakistan gab an, dass es bei den Wahlen in Pakistan 2013 3.650 und 2018 4.235 Parsen-Wähler gab.

### Deutschland
In Deutschland gibt es keine Tempel oder zoroastrischen Priester, jedoch werden die Anhänger des Zoroastrismus auf bis zu 700 geschätzt, dem Zarathustrischen Verein Deutschland gehören rund 400 Mitglieder an. Sie sehen den Zoroastrismus eher als undogmatische Lehre, Philosophie und Kultur oder als Weltanschauung, weniger als Religion; Zarathustra als einen bedeutenden Denker, nicht als Prophet. Vor ein bis zwei Generationen sei das aber noch anders gewesen. Wichtig seien Zarathustras Prinzipien: gut Reden, Handeln und Denken. Darüber hinaus sieht man das eigene Glaubensfundament eher entspannt. Das Schöne sei, man dürfe „selber entscheiden, was richtig ist und was falsch ist und wie wir handeln möchten“. So gibt es Gläubige, die auch in einer christlichen Kirche eine Kerze anzünden und eigene Gebete singen.

## Einfluss auf andere Religionen und Weltanschauungen

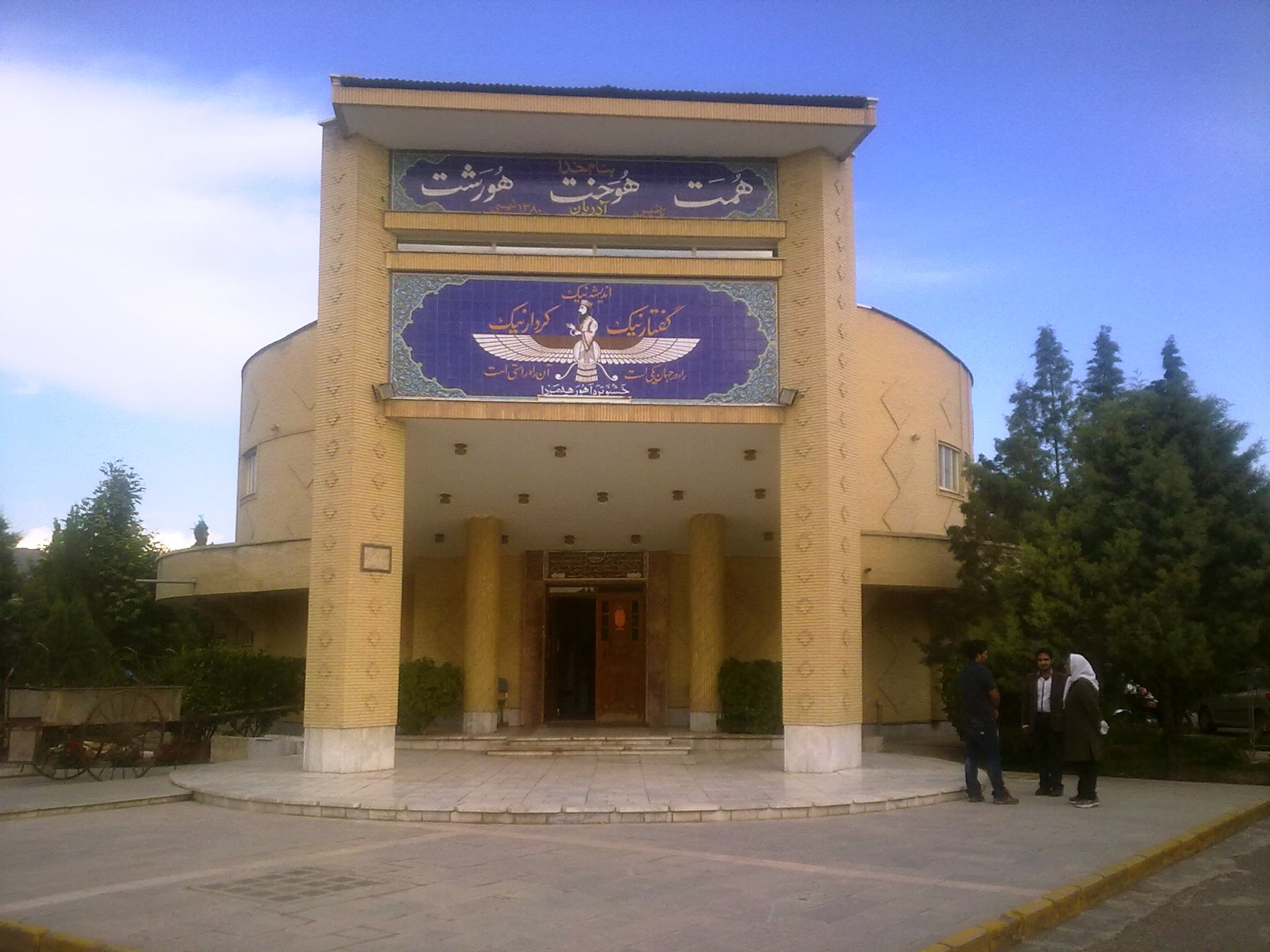
Museum der Zoroastrier in Kerman (Iran)

Das Judentum hat in den Jahren nach dem Babylonischen Exil (6. bis 4. Jahrhundert v. Chr.) viele Bilder aus dem Zoroastrismus, der damaligen Hauptreligion, übernommen, deren wichtigstes Element der Glaube an das Ende der Welt ist: Die beiden wichtigsten vorchristlichen Referenzen, das Buch Daniel und das Henochbuch, sind (vermutlich) in dieser Zeit entstanden. Der Teufel als Gegenspieler Gottes geht vermutlich auf Ahriman zurück. Die Begriffe Himmel und Hölle waren im älteren Judentum unbekannt; hier dürfte ein Einfluss des Zoroastrismus, aber auch der griechischen Vorstellung von einem Hades erfolgt sein. Über die jüdische Tradition sind diese Vorstellungen auch in die christliche und die islamische Religion eingegangen und dort zu zentralen Elementen geworden. Inwieweit der Zoroastrismus den frühen Islam in Persien noch direkt beeinflusst hat, lässt sich aber im Einzelnen schwer nachweisen.
Belege für den weitreichenden historischen Einfluss des Zoroastrismus auf die Religionen benachbarter Völker liefern der Mithraismus, der sich über Vorderasien zur Zeit des römischen Reichs bis ins Abendland verbreitete, und die Religion des Mani, der Manichäismus, der im 3. Jahrhundert n. Chr. aus einer Verschmelzung der zoroastrischen mit christlichen und buddhistischen Lehren entstand und eine Zeit lang von China über Mittelasien bis nach Italien, Spanien und Südfrankreich verbreitet war. Im Gegensatz zum zwar von wenigen, aber dennoch durchgängig praktizierten Zoroastrismus ist aber der Manichäismus im 14. Jahrhundert vollständig verschwunden.
Der jesidische Autor Darwis Hasso vertritt die Position, dass sich das Jesidentum aus dem Zoroastrismus entwickelte.
Daneben gibt es eine neue Abspaltung außerhalb der klassischen Richtungen des Zoroastrismus, den Mazdaznan. Mit dem Begriff Mazdaznan wird eine religiöse Lehre bezeichnet, die nach eigenem Verständnis auf einem reformierten Zoroastrismus basiert. Begründet wurde sie von Otoman Zar-Adusht Ha’nish, bürgerlich vermutlich Otto Hanisch, der selbst angab, am 19. Dezember 1844 in Teheran geboren zu sein; er starb am 29. Februar 1936 in Los Angeles. Es handelt sich um eine Mischreligion von zoroastrischen, christlichen und einigen hinduistischen und tantrischen Elementen.
Einen nicht unerheblichen Einfluss, gerade mit der Aufnahme Ahrimans – allerdings mit einer starken Abweichung der diesem ursprünglich zugeschriebenen Attribute – in einen christlichen Zusammenhang, hat der Zoroastrismus auch auf die Anthroposophie, die Lehre Rudolf Steiners.

## Rezeption
Die Rezeption des Zoroastrismus im modernen Europa begann im Jahre 1771, als der französische Religionswissenschaftler und Orientalist Abraham Hyacinthe Anquetil-Duperron in Bombay die Parsen kennenlernte und das Awesta ins Französische übersetzte. Bereits fünf Jahre später fand die deutsche Übersetzung ein großes Interesse in Deutschland.
Bekannter wurde der Name Zarathustra in der modernen westlichen Welt vor allem durch Nietzsches Buch Also sprach Zarathustra und Richard Strauss’ gleichnamige sinfonische Dichtung, wobei beide Werke aber kaum Bezug zum historischen Zarathustra haben.

### Philosophie
Pythagoras (um 570–510 v. Chr.) soll in Babylon von Zoroaster unterrichtet worden sein. Platon schreibt im Ersten Alkibiades die Urheberschaft der Wissenschaft der Magier einem gewissen „Zoroaster von Ahura Mazdâ“ zu.
Der deutsche Philosoph der Aufklärung Immanuel Kant (1724–1804), hob in seiner „Philosophischen Religionslehre“ (1793) als wesentliche Besonderheit der „Parsis, Anhänger der Religion des Zoroasters“, hervor, dass sie „eine geschriebene Religion (heilige Bücher)“ und „ihren Glauben bis jetzt erhalten“ haben, „ungeachtet ihrer Zerstreuung“.
Kant konnte zu seinen Vorlesungen und Publikationen bereits die von Johann Friedrich Kleuker (1776–1778) herausgebrachte deutsche Übersetzung des 1771 in Paris erschienenen Werkes des französischen Orientalist, von Abraham Hyacinthe Anquetil-Duperron, dem Begründer des Studiums der Zendreligion in Europa, Zend-Avesta, ouvrage de Zoroastre heranziehen, wie nach ihm ebenso u. a. Johann Gottfried Herder in seinen „Ideen zur Philosophie der Geschichte der Menschheit“ sowie der wichtigste Vertreter des deutschen Idealismus Georg Wilhelm Friedrich Hegel (1770–1831) in seinen Vorlesungen „über die Philosophie der Religion“ und „über die Philosophie der Geschichte“. Wie für Herder, der in Zoroasters Staatsreligion eine Art philosophischer Theodizee erkannte, so hieß für Hegel Zarathustra Zerduscht, und in dessen Lehre trat Hegel ein reiner Atem entgegen, ein Hauch des Geistes. Der Geist erhebt sich in ihr aus der substanziellen Einheit der Natur.
Der deutsche Philosoph und Bewunderer Zarathustras Friedrich Nietzsche schrieb in seiner 1908 veröffentlichten autobiographischen Schrift »Ecce homo. Wie man wird, was man ist« über Zarathustra, „…zuerst im Kampf des Guten und des Bösen das eigentliche Rad im Getriebe der Dinge gesehen – die Übersetzung der Moral ins Metaphysische“.

### Malerei und Skulptur

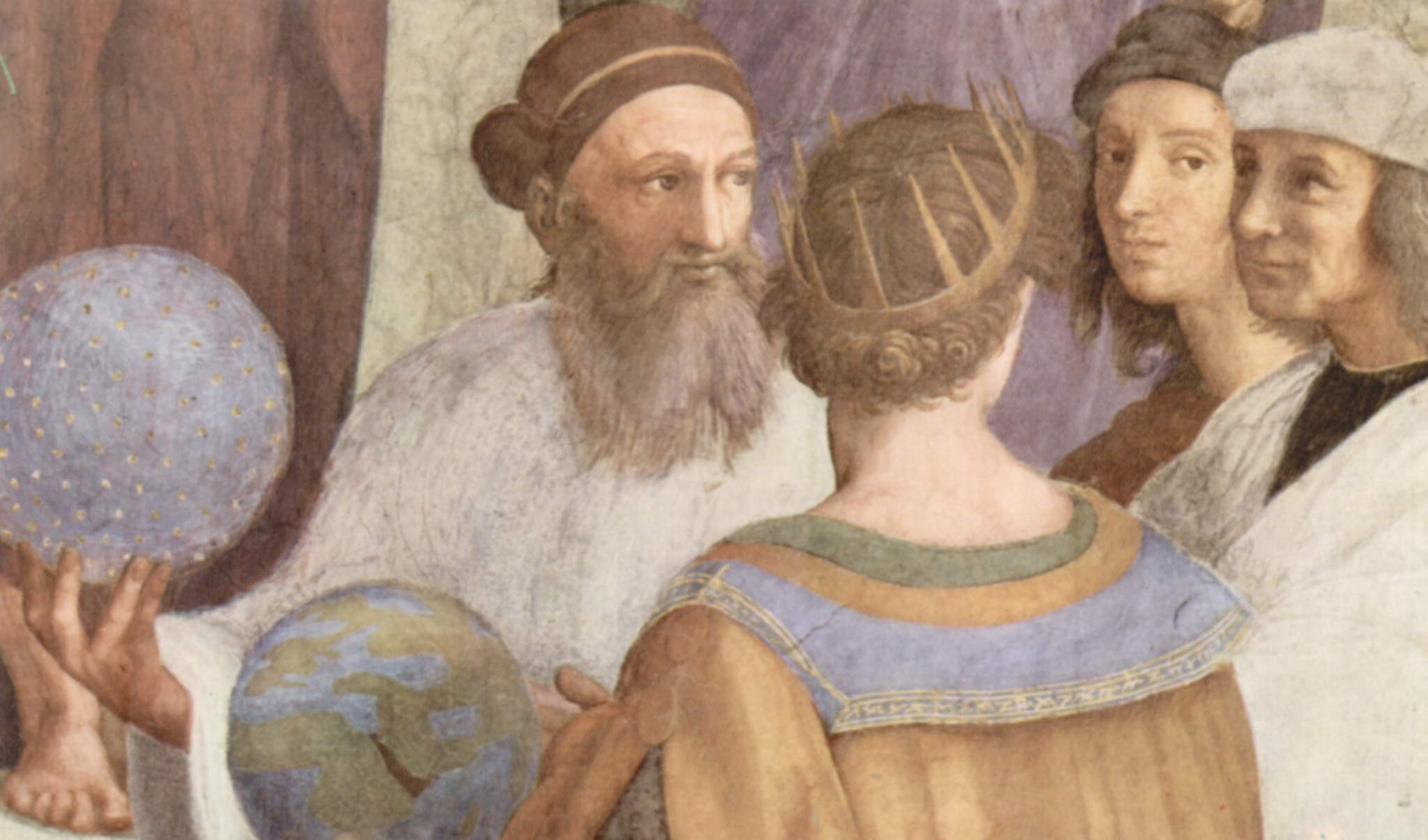
Zoroaster (in der Mitte) auf dem Fresko Die Schule von Athen (1508) von Raffael

Im Fresko Die Schule von Athen (1508) stellte sich der italienische Maler und Architekt Raffael (1483–1520) neben Zarathustra dar, der eine Himmelskugel hält und sich mit dem griechischen Mathematiker, Geograph, Astronom, Astrologe, Musiktheoretiker und Philosoph Ptolemäus unterhält.
Im 19. Jahrhundert ließ Friedrich Wilhelm IV. im Neuen Museum in Berlin zeitgenössische Vorstellungen von der zoroastrischen Religion auf einem Pilaster in der Treppenhalle bildlich darstellen.

### Musik
- Also sprach Zarathustra (1896) ist eine symphonische Dichtung, die vom deutschen Komponisten Richard Strauss nach dem Buch des deutschen Philosophen Friedrich Nietzsche Also sprach Zarathustra (1883) komponiert wurde.
- Die Figur des Sarastro verkörpert in der Oper von Wolfgang Amadeus Mozart Die Zauberflöte die Moral und das Gute. Er ist direkt von Zarathustra inspiriert und steht in Verbindung mit der Freimaurerei, die das Werk durchdringt.
- Eumir Deodato erhielt 1974 den Grammy Award für eine Funk-Version von Also sprach Zarathustra nach Richard Strauss
- CD-Album: Gathas, songs my father taught me von Ariana Vafadari.[84]
- Der Sänger der britischen Rockband Queen, Freddie Mercury (1946–1991), wurde als Farrokh Bulsara in eine parsische Familie hineingeboren.
- Die slowenische Band Laibach veröffentlichte 2017 ein Soundtrack-Album Also sprach Zarathustra, das sie zwecks einer Zarathustra-Theateraufführung aufgenommen hatte.
- Die griechische Black-Metal-Band Thy Darkened Shade bezieht sich in ihrem Album Liber Lvcifer I: Khem Sedjet auf Ahriman (unter anderem auf den Dualismus) und den gesamten okkulten Aspekt des Zoroastrismus im siebten Titel Drayishn i Ahriman o Divan.[85]
- Der amerikanische Sänger Elvis Presley verwendete Also sprach Zarathustra von Richard Strauss als Einleitung für viele seiner Konzerte in den 1970er Jahren, unter anderem für seinen Hit „See See Rider“.[86]

### Kino und Theater
In einer Szene der Filmbiographie Königin der Wüste (2015) von Werner Herzog wird der Besuch in einem Dachma dargestellt.
In dem 2018 publizierten biografisches Filmdrama Bohemian Rhapsody von Bryan Singer (* 1965) und Dexter Fletcher (* 1966) trifft Freddie Mercury am Tag von Live Aid wieder auf seine Familie und bekräftigt die zoroastrische Lebensmaxime seines Vaters: „Gute Gedanken, gute Worte, gute Taten“.

### Videospiele
- In der Final-Fantasy-Reihe ist der Angra Mainyu eine einäugige, fliegende dämonische Kreatur, der die Macht zugeschrieben wird, das menschliche Herz zu versteinern, zu lähmen und zu verführen.
- In der Sid Meier’s Civilization-Reihe wurde in den Teilen V und VI ein Religionssystem integriert, in dem man den Zoroastrismus wählen kann.
- Im Handyspiel Fate/Grand Order kann Angra Mainyu als vom Spieler spielbarer Diener beschworen werden. Angra Mainyu ist die einzige Beschwörung, die keine Seltenheit hat.
- Im Spiel Total War: Attila kann man das Sassanidenreich spielen, das der zoroastrischen Religion angehört.
- In den Videospielen Crusader Kings II und Crusader Kings III kann der zoroastrische Glauben verfolgt werden, und der Spieler kann zum Saoschjant werden.[87][88]
- Im Videospiel Europa Universalis IV, welches im Jahr 1444 beginnt, kann der Spieler sich dazu entscheiden, nach der Vereinigung Persiens den Zoroastrismus als Staatsreligion wiederzubeleben.[89]

## Bekannte Zoroastrier (Auswahl)
- Schapur I., auch der Große genannt († um 270 n. Chr.), persischer Großkönig aus der Dynastie der Sassaniden
- Dadabhai Naoroji (1825–1917), indischer (parsischer) Politiker, 1892 erstes aus Asien stammendes Mitglied des britischen Unterhauses
- Pherozeshah Mehta (1845–1915) und Bhikaiji Cama (1861–1936), indische Freiheitskämpfer
- Feroze Gandhi (1912–1960), aus der Nehru-Gandhi-Familie, Ehemann Indira Gandhis und Vater Rajiv Gandhis und Sanjay Gandhis
- Farhang Mehr (1923–2018), ehemaliger stellvertretender Premierminister von Iran
- Freddie Mercury (eigentlich Farrokh Bulsara, 1946–1991), Sänger der britischen Rockband Queen
- Kasra Vafadari (1946–2005), ehemaliger Präsident der Universität Teheran sowie Präsident der Gesellschaft iranischer Zoroastrier; lehrte zuletzt persische Frühgeschichte an einem Lehrstuhl der Universität Paris X und wurde am 16. Mai 2005 in Paris ermordet.
- Zubin Mehta (* 1936), indischer Dirigent